# Oueslatia
Oueslatia oder El Oueslatia (arabisch الوسلاتية) ist ein Ort im Gouvernement Kairouan, im Zentrum Tunesiens und Hauptort der gleichnamigen Delegation. Oueslatia liegt westlich der Stadt Kairouan, nah der Grenze zum Gouvernement Siliana, im Zentrum einer Ebene zwischen dem Djebel Ousselat und dem Djebel Serj, an der Südflanke der tunesischen Dorsale.

## Einwohner
Oueslatia hat 8444 Einwohner (2004). In der zugehörigen Delegation leben 34.452 Menschen (2014). Der Ort gilt als Islamistenhochburg. Von hier stammt der Attentäter Anis Amri. Viele junge Leute verlassen die Region, die zu den ärmsten Tunesiens gehört. Das landwirtschaftliche Potenzial wird aufgrund der fehlenden Vermarktungsstrukturen und -wege nicht ausgeschöpft.

## Sehenswürdigkeiten

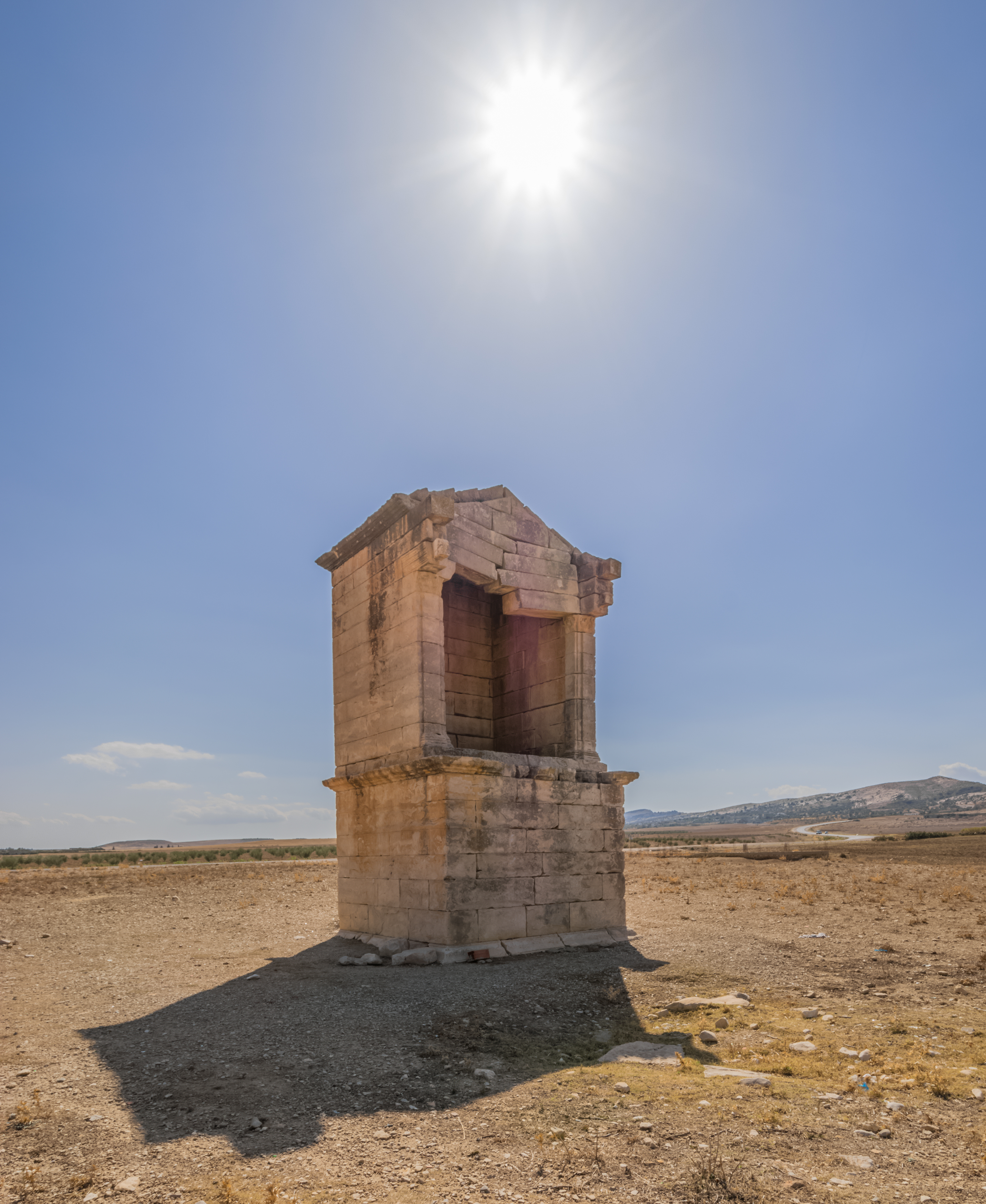
Mausoleum des C. Marius Romanus

Bei Oueslatia gibt es mehrere Höhlen. In einigen wurde Bergbau betrieben, außerdem finden sich zahlreiche Felsmalereien, die Jagdszenen mit Nashörnern, Strauße und Büffeln zeigen. Sie spiegeln die Region in der Jungsteinzeit wider, als sie noch feuchter war.
30 Kilometer nördlich von Oueslatia befindet sich die antike Stätte von Ksar Lemsa mit den Ruinen einer byzantinischen Festung und eines römischen Amphitheaters.
In Richtung Siliana befindet sich das Mausoleum des C. Marius Romanus.